# بني علي (المنيا)
قرية بني علي  هي إحدي القرى التابعة لمركز بني مزار بمحافظة المنيا في جمهورية مصر العربية. حسب إحصاءات سنة 2006، بلغ إجمالي السكان في بني علي 7608 نسمة، منهم 3924 رجل و3684 امرأة.